# Мичуринский регион Юго-Восточной железной дороги
Мичуринский регион Юго-Восточной железной дороги — один из трёх регионов Юго-Восточной железной дороги. Пути и инфраструктура находятся на территориях Тамбовской и Липецкой областей, а также частично на территориях Саратовской, Пензенской, Волгоградской, Воронежской и Рязанской областей.
Площадь Мичуринского
Всего на территории Мичуринского региона находятся 160 станций.

## Территория
Мичуринский регион граничит:
- с Лискинским регионом ЮВЖД:

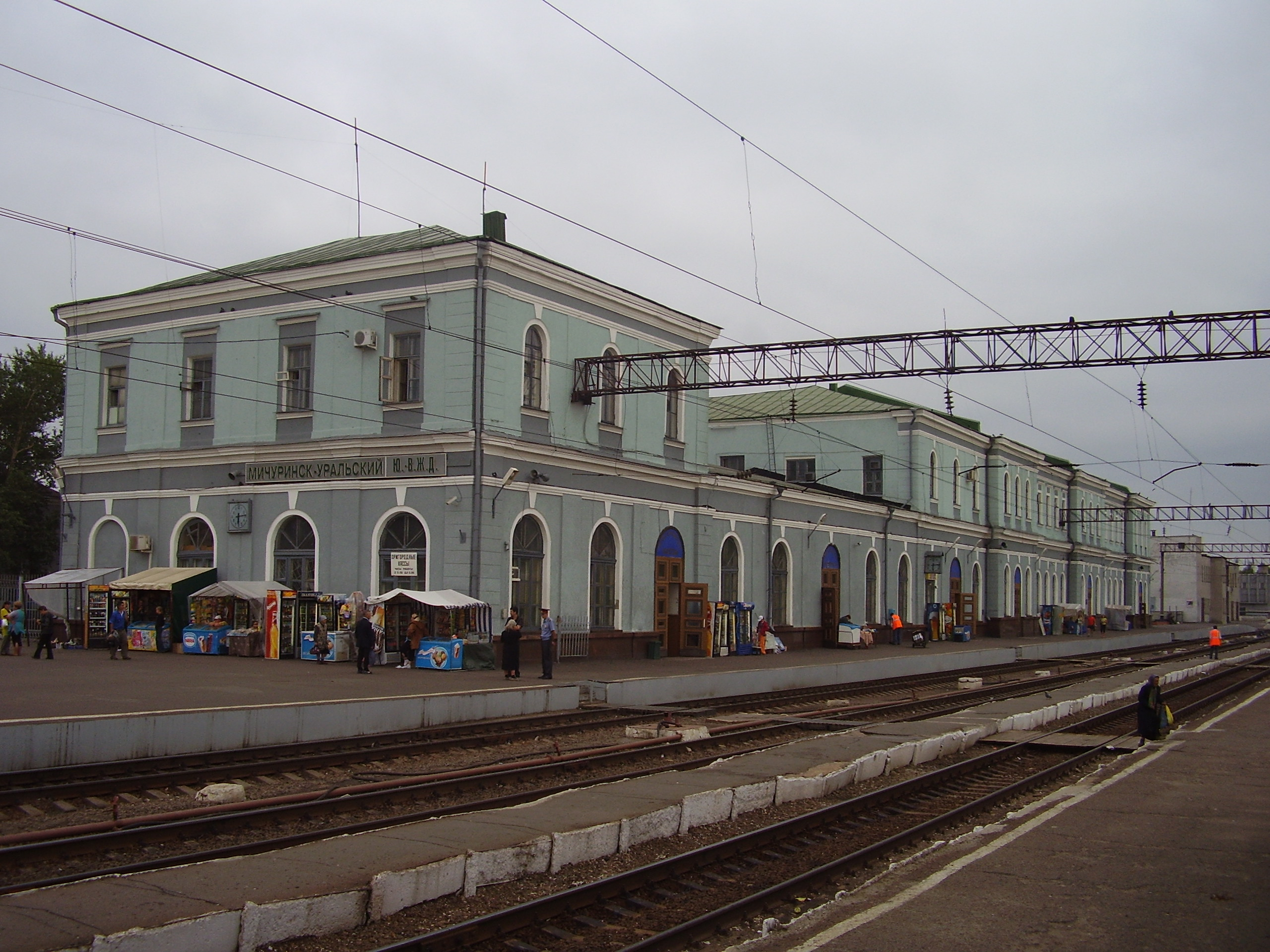
Вокзал на станции Мичуринск-Уральский, вид с перрона

  - по посту 391 км (исключая его) — на линии Лиски — Поворино — Кардаил — Балашов,
  - по ст. Усмань (включая её) — на линии Воронеж — Грязи — Мичуринск,
  - по рзд. 686 км (включая его) — на линии Поворино — Грязи;

- с Белгородским регионом ЮВЖД:
  - по ст. Грязи-Орловские (включая её) — на линии Елец — Грязи
  - по ст. Коллективист (исключая её) — на линии Лев Толстой — Елец

- с Московской ЖД:
  - по ст. Павелец-Тульский (исключая её) — на линии Раненбург — Узуново с Московско-Рязанским регионом МЖД
  - по ст. Ряжск-1 (исключая её) — на линии Мичуринск-Уральский — Рязань II с Московско-Рязанским регионом МЖД,

- с Куйбышевской ЖД:
  - по ст. Кривозёровка (исключая её) — на линии Пенза I — Ртищево I с Пензенским регионом КбшЖД,

- с Приволжской ЖД:
  - по ст. Благодатка (включая её) — на линии Ртищево I — Саратов I с Саратовским регионом ПривЖД,
  - по ст. Ильмень (исключая её) — на линии Тамбов I — Балашов I — Петров Вал — Камышин с Волгоградским регионом ПривЖД,

Территория Мичуринского региона включает следующие линии:
- Челновая — Раненбург — Куликово Поле
- Раненбург — Узуново (частично)
- Мичуринск — Рязань (частично)
- Мичуринск — Грязи
- Грязи — Елец (частично)
- Мичуринск — Тамбов — Ртищево
- Тамбов — Балашов
- Грязи — Воронеж (частично)
- Троекурово — Лев Толстой — Елец (частично)
- Поворино — Балашов (частично)
- Балашов — Ртищево
- Ртищево — Пенза (частично)
- Ртищево — Саратов (частично)
- Балашов — Камышин (частично)

## Инфраструктура

### Локомотивные и моторвагонные депо
| Номер     | Название  | Статус          | Станция             | Нас. пункт |
| --------- | --------- | --------------- | ------------------- | ---------- |
| ТЧЭ-2     | Ртищево   | Работает        | Ртищево II          | Ртищево    |
| ТЧЭ-7     | Грязи     | филиал ТЧЭ-12   | Грязи-Воронежские   | Грязи      |
| ТЧЭ-10    | Тамбов    | Филиал ТЧЭ-2    | Тамбов I            | Тамбов     |
| ТЧЭ-11    | Мичуринск | Работает        | Мичуринск-Уральский | Мичуринск  |
| ТЧЭ-12    | Кочетовка | Работает        | Кочетовка           | Мичуринск  |
| ТЧЭ-15    | Балашов   | Закрыто         | Балашов I           | Балашов    |
| ТЧПриг-5  | Мичуринск | Работает        | Мичуринск-Уральский | Мичуринск  |
| ТЧПриг-12 | Балашов   | Филиал ТЧПриг-5 | Балашов I           | Балашов    |

### Дистанции пути
- Грязинская дистанция пути (ПЧ-1)
- Ртищевская дистанция пути (ПЧ-6)
- Кочетовская дистанция пути (ПЧ-18)
- Тамбовская дистанция пути (ПЧ-20 до 01.08.2017,после 01.08.2017 Дистанция инфраструктуры ИЧ-2,руководитель Сувальский В. А.)
- Балашовская дистанция пути (ПЧ-13)
- Сердобская дистанция пути (ПЧ-21)
- Раненбургская дистанция пути (ПЧ-22)

### Дистанции сигнализации, централизации, блокировки и связи
- Мичуринская дистанция СЦБ (ШЧ-7)
- Грязинская дистанция СЦБ (ШЧ-5)
- Ртищевская дистанция СЦБ (ШЧ-15)
- Балашовская дистанция СЦБ (ШЧ-14)

### Дистанции электрификации и энергоснабжения
- Мичуринская дистанция электрификации и электроснабжения (ЭЧ-6)
- Ртищевская дистанция электрификации и электроснабжения (ЭЧ-8)
- Балашовская дистанция электрификации и электроснабжения (ЭЧ-10)

### Дистанции гражданских сооружений
- Мичуринская дистанция гражданских сооружений
- Ртищевская дистанция гражданских сооружений

## Органы управления
Органы управления расположены по адресу: 393776 город Мичуринск, ул. Красная, 77